# Mercedes-Benz 300 SLR
Mercedes-Benz 300 SLR (W196S) - двомісний спортивний перегоночний автомобіль, який брав участь в чемпіонаті світу для спортивних автомобілів.
Позначення «SLR» (для Sport Leicht-Rennen, англ: Sport Light-Racing, пізніше скорочено до «SLR»),

## опис

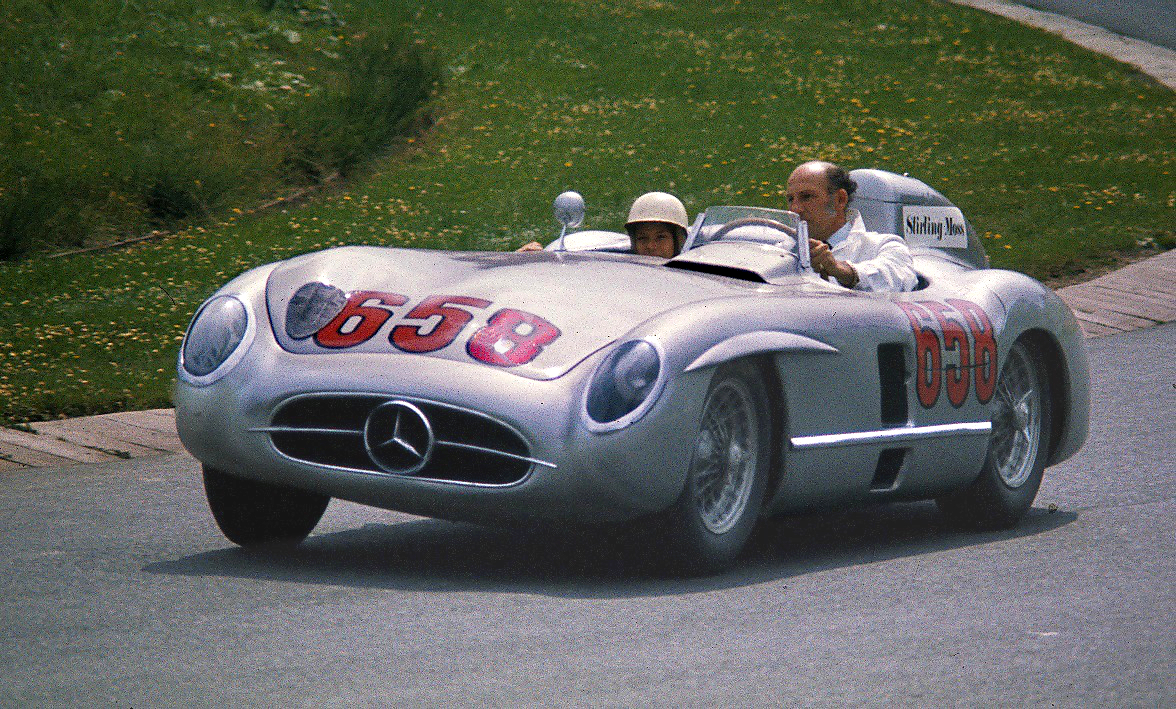
Mercedes-Benz 300 SLR Стірлінга Мосса

В 1953 році для чемпіонату світу зі спортивних автомобілів, був представлений спортивний автомобіль Mercedes-Benz 300 SLR, який був отриманий з W 196. На відміну від шестициліндрового дорожнього автомобіля 300 SL з крилами чайки, SLR був відкритим двомісним автомобілем, чия рама з трубчастим простором значною мірою відповідала каркасу автомобіля Формули-1. Колісна база становила 2380 мм. Особливістю для використання в Ле-Мані було повітряне гальмо - широкий щит позаду водія, який можна було встановити за допомогою гідравліки з метою різкого збільшення опору повітря та підтримки гальмівного ефекту барабанних гальм на високих швидкостях. На відміну від Mercedes, конкурент Jaguar вже мав дискові гальма.
Восьмициліндровий двигун Формули-1 був розточений до трьох літрів або 2981,7 см³ (діаметр і хід поршня 78 мм) і розвивав 310 к.с. (228 кВт) при 7450 об/хв; максимальний крутний момент 318 Нм при 5950 об/хв. По літровій потужності цей двигун нічим не поступався набагато більшим двигунам від Jaguar та Ferrari. Максимальна швидкість 300 SLR склала 290 км/год (Ле-Ман, пряма Мульсанн). Двигун був спроектований (стиск 12:1) так, що йому не потрібне спеціальне паливо, але йому можна було їздити на високоякісному бензині. 3-літровий двигун пройшов своє останнє випробування на автомобілі Гран-прі W 196 30 січня 1955 року в Буенос-Айресі.
Першим перегоном для 300 SLR стала Mille Miglia 1 травня 1955 року, в якій Стірлінг Мосс виграв разом з водієм Денісом Дженкінсоном. Через кілька тижнів на перегонах в Ейфелі на Нюрбургрингу Фанхіо переміг попереду Мосса; Клінг фінішував четвертим.
«Мерседес» не завершив «24 години Ле-Ману» після того, як 11 травня 1955 року ввечері сталася найстрашніша аварія в історії автоспорту. Після нещадного маневру англійця Майка Готорна (Ягуар) французький водій Мерседеса П'єр Леве зіткнувся з набагато повільнішим Остіном Хілі, що належить Ленсу Макліну, і кинувся у натовп. Крім П'єра Левега, було вбито понад 80 глядачів. Тоді рада директорів Mercedes зняла з змагань інший SLR тієї ночі на знак поваги.
На Гран-прі Крістіанстад 7 серпня (Швеція) Фанхіо та Мосс здобули чергову подвійну перемогу, за якою настав потрійний успіх Мосса/ Фітча, Фанхіо/ Клінга та Трипса/ Саймона на RAC Tourist Trophy у Дундроді (Північна Ірландія) 17 вересня. 16 жовтня 1955 року Стірлінг Мосс/ Пітер Коллінз виграв Targa Florio на Mercedes-Benz 300 SLR попереду своїх товаришів по команді Фанхіо/ Клінга і забезпечив Mercedes-Benz чемпіонат світу зі спортивних автомобілів.

### Uhlenhaut Coupé

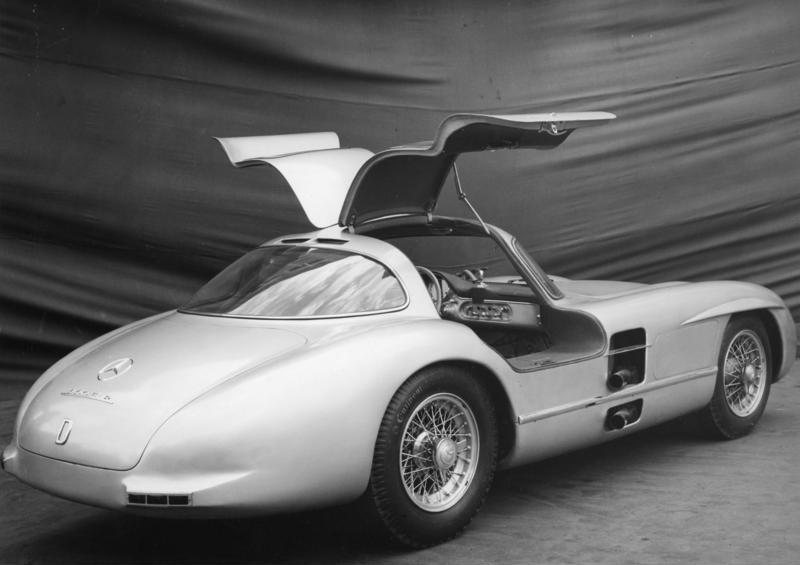
Mercedes-Benz 300 SLR Uhlenhaut Coupé

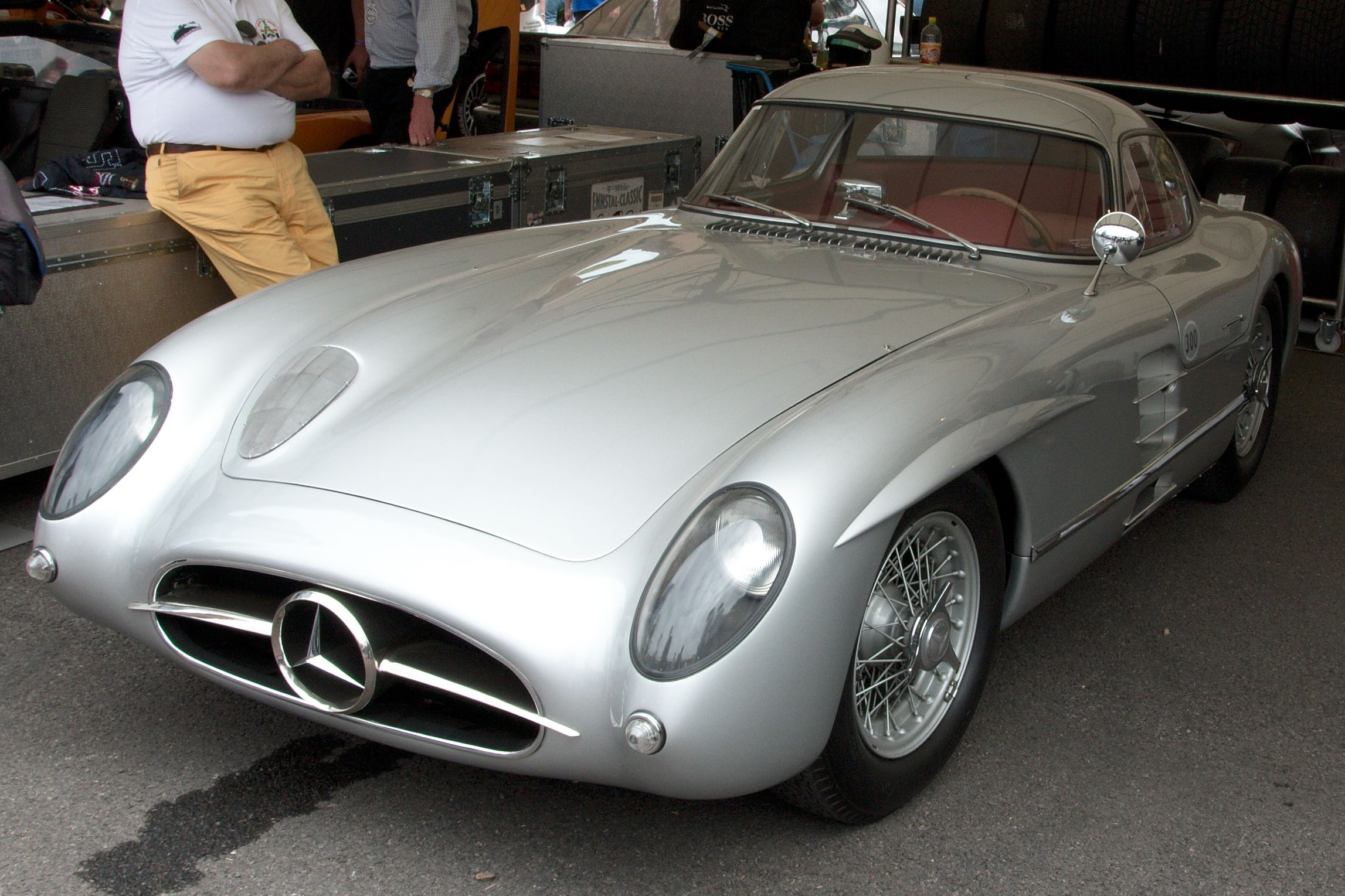
Mercedes-Benz 300 SLR Uhlenhaut Coupé

У 1955 році Рудольф Уленгаут спроектував купе на базі 300 SLR, лише два з яких були побудовані. Компанія Uhlenhaut використовувала крильчасті двері Mercedes-Benz W 198, представлені роком раніше. Двигун цього «Uhlenhaut Coupé» розвивав 228 кВт (310  к.с.) при 7500 об/хв. Спочатку Mercedes планувала використовувати цю версію купе в гонках на витривалість, але цього ніколи не сталося, оскільки компанія вийшла з участі в гонках у 1955 році. Натомість Уленгаут використовував його як службовий автомобіль, щоб їхати на роботу, на дратівливість своїх сусідів, яких рано-вранці розбудив фоновий шум автомобіля, що виник як перегонна машина - незважаючи на те, що пізніше були додані глушники. З максимальною швидкістю 290 км/год автомобіль був найшвидшим дорожнім легальним транспортним засобом того часу.
З так званого купе Uhlenhaut обидва автомобілі 1955 року випуску все ще існують, і вони відрізняються лише такими деталями, як колір салону, червоний і синій, та деталі на решітці радіатора. Обидва автомобілі є частиною колекції Daimler AG з понад 700 автомобілів, один з яких постійно експонується в музеї Mercedes-Benz, а інший використовується для випадкових демонстраційних поїздок.